# Mady Rahl
 (janvier 2019).
Si vous disposez d'ouvrages ou d'articles de référence ou si vous connaissez des sites web de qualité traitant du thème abordé ici, merci de compléter l'article en donnant les références utiles à sa vérifiabilité et en les liant à la section « Notes et références ».
Pour les articles homonymes, voir Rahl.
Mady Rahl, de son vrai nom Edith Gertrud Meta Raschke (née le 3 janvier 1915 à Berlin-Neukölln, morte le 29 août 2009 à Munich-Bogenhausen) est une actrice allemande.

## Biographie
Fille d'un artisan, elle fait des études de théâtre et suit des leçons de danse.
Elle obtient son premier engagement sur scène en 1935 au théâtre municipal de Leipzig, durant environ 20 mois. Après des essais, elle joue de petits rôles au cinéma.
Elle rencontre le succès populaire en 1937, grâce à la production Le Saut de la mort dirigée par Hans H. Zerlett. Elle devient alors une star de l'UFA.
Au total, Mady Rahl a joué dans plus de 90 films, dont une trentaine sous la dictature hitlérienne.
Après la Seconde Guerre mondiale, elle continue à tourner, monter sur les planches notamment au théatre Kleine Komödie am Max II à Munich et travailler pour la télévision.
À la fin de sa vie, Mady Rahl perd la vue avant d'être atteinte de démence sénile.
Elle meurt le 29 août 2009 à l'Hôpital Rechts der Isar, à Munich-Bogenhausen.
Elle est enterrée au cimetière du Nord de Munich. L'oraison funèbre est prononcée par son ami de longue date, l'acteur Christian Wolff (1938-), dont la première épouse, Corny Collins (1933-), était également une vieille amie de Mady Rahl.
Certains de ses objets personnels sont présentés au musée du film de Potsdam dans le cadre d'une exposition sur l'UFA.

## Filmographie
- 1936 : Der geheimnisvolle Mister X
- 1936 : Das Gäßchen zum Paradies (de)
- 1936 : Blinde Passagiere
- 1937 : Le Saut de la mort
- 1937 : Paramatta, bagne de femmes
- 1937 : Fremdenheim Filoda
- 1937 : Der Unwiderstehliche
- 1937 : 2 × 2 im Himmelbett
- 1938 : Fille d'Ève
- 1938 : War es der im 3. Stock?
- 1939 : Allô Janine
- 1939 : Mademoiselle
- 1940 : La Jeune fille au lilas
- 1940 : Die lustigen Vagabunden
- 1941 : Krach im Vorderhaus
- 1942 : Geliebte Welt
- 1942 : Le Démon de la danse (en) (Hab mich lieb!)
- 1944 : Das Konzert
- 1945 : Dreimal Komödie
- 1945 : Shiva und die Galgenblume
- 1945 : Die tolle Susanne
- 1946 : Sag' die Wahrheit
- 1950 : Alles für die Firma
- 1950 : Skandal in der Botschaft
- 1951 : Rausch einer Nacht
- 1951 : Grenzstation 58
- 1951 : Augen der Liebe
- 1951 : Die Dame in Schwarz
- 1954 : Prison d'amour
- 1954 : Drei vom Varieté
- 1956 : La Voix que j'aime (de)
- 1956 : Mariés pour rire
- 1956 : Der Fremdenführer von Lissabon
- 1957 : Ober, zahlen!
- 1957 : Der Jungfrauenkrieg
- 1957 : UB 55, corsaire de l'océan (de)
- 1957 : Schön ist die Welt
- 1957 : Das Herz von St. Pauli
- 1958 : Der Page vom Palast-Hotel
- 1958 : L'Étau
- 1958 : Congé de mariage
- 1958 : Stefanie
- 1958 : La Fille aux yeux de chat
- 1959 : Dans les griffes du tigre
- 1959 : Un jour qui ne finira plus (de)
- 1959 : L'Ombre de l'étoile rouge
- 1960 : Agent double
- 1960 : Der Hauptmann von Köpenick (TV)
- 1961 : Der Fälscher von London
- 1963 : Mit besten Empfehlungen
- 1963 : L'Araignée blanche défie Scotland Yard
- 1963 : Stahlnetz : Das Haus an der Stör (de) (TV)
- 1963 : Hochzeit am Neusiedler See
- 1964 : Tim Frazer jagt den geheimnisvollen Mister X
- 1964 : Das Wirtshaus von Dartmoor (de)
- 1964 : Holiday in St. Tropez
- 1964 : Marika, un super show
- 1964 : Liebesgrüße aus Tirol
- 1965 : Situation désespérée, mais pas sérieuse
- 1966 : Das Spukschloß im Salzkammergut
- 1967 : Les Fausses Vierges
- 1967 : Le Château des chiens hurlants
- 1968 : Otto ist auf Frauen scharf
- 1969 : Vénus en fourrure
- 1971 : Immer die verflixten Weiber
- 1973 : Der Kommissar : Ein Funken in der Kälte (série télévisée)
- 1973 : Tatort : Tote brauchen keine Wohnung (série télévisée)
- 1974 : Karl May, à la recherche du paradis perdu
- 1975 : Ein Fall für Sie! – Sonnenschein bis Mitternacht (TV)
- 1977 : Das Gesetz des Clans (de)
- 1979 : Der Sturz
- 1986 : Un cas pour deux : Famille je vous hais (série télévisée)
- 1988 : L'Agression
- 1988–1989 : Die Wicherts von nebenan (série télévisée)
- 1990 : Die glückliche Familie (série télévisée)
- 1992 : Kein pflegeleichter Fall (TV)
- 2000 : Auf eigene Gefahr – Das Collier (série télévisée)
- 2004 : Polizeiruf 110 : Vater Unser (série télévisée)